# Sorbus maderensis
Sorbus maderensis é uma espécie de planta com flor pertencente à família Rosaceae. 
A autoridade científica da espécie é (Lowe) Dode, tendo sido publicada em Bull. Soc. Dendrol. France 1907, 206..

## Portugal
Trata-se de uma espécie presente no território português, nomeadamente no Arquipélago da Madeira.
Em termos de naturalidade é endémica da região atrás referida.

## Protecção
Encontra-se protegida por legislação portuguesa ou da Comunidade Europeia, nomeadadamente pelo Anexo II e IV da Directiva Habitats.